# Senologia
La senologia è la branca della medicina che studia le malattie della mammella. Più propriamente, in anatomia, per seno si intende il solco posto tra le due salienze mammarie, ma è invalso l'uso di utilizzare questo termine come sinonimo di mammella. 

## Descrizione
Charles Marie Gros, ritenuto il fondatore della senologia, avrebbe gradito che sulla statua della natura che si svela dinanzi alla scienza (scolpita da Louis-Ernest Barrias) fosse inciso: Poiché il seno rappresenta l'immagine e la proiezione della donna nella sua totalità, poiché la cancerologia mammaria è la nutrice di ogni cancerologia in generale, poiché il seno è un testimone e forse una vittima di questa società, la senologia deve essere considerata la più umana delle discipline. 
La senologia è una materia complessa che si è sviluppata particolarmente negli ultimi decenni, diventando oggetto di studio di molte branche specialistiche,  quali l'endocrinologia, la radiologia, l'oncologia, la chirurgia e l'anatomia patologica, laddove prima era di pertinenza quasi esclusivamente della ginecologia, in quanto il seno era considerato un organo prettamente femminile. In realtà, la mammella è presente anche nel maschio, sia pure in forma rudimentale, ed è soggetta pure nel maschio a varie ed anche gravi malattie. 
La particolare attenzione rivolta alla mammella da tanti specialisti è dovuta al fatto che essa è particolarmente colpita dal cancro, prima causa di morte per tumore maligno nella popolazione femminile. Le attuali conoscenze in campo oncologico e le esperienze maturate nel corso degli anni hanno dimostrato che una malattia così complessa necessita di un approccio multidisciplinare sia nel momento della diagnosi (ecografista e radiologo) che in quello della stadiazione (anatomopatologo), fino alla scelta terapeutica (chirurgo, radioterapista, oncologo, endocrinologo), così da coinvolgere più professionalità. La senologia ha quindi assunto dignità di disciplina "specifica", tanto che nel 1995 il prof. Umberto Veronesi (Direttore Generale dell’Istituto Nazionale per Lo Studio e La Cura dei Tumori di Milano e successivamente Ministro della Sanità e Senatore della Repubblica), coaudiuvato dal dott. Claudio Andreoli, allora suo collaboratore (Istituto Nazionale per Lo Studio e La Cura dei Tumori e Istituto Europeo di Oncologia di Milano), con l’Onorevole Franco Nicolazzi (Ministro dei Lavori Pubblici), l’Avv. Aldo Viglione, (Presidente della Regione Piemonte) e il prof. Alberto Costa (Direttore di European School of Oncology, la Scuola Italiana di Senologia), hanno dato luogo alla creazione di molti gruppi di studio, quali la Scuola Italiana di Senologia, di alcune associazioni come la Forza Operativa Nazionale sul Carcinoma Mammario (FONCAM) e la rivista Attualità in Senologia. Nacque poi la Società Italiana di Senologia.
Tutto ciò nell'intento di combattere una malattia che minaccia drammaticamente la vita delle donne, che si potrebbero salvare se solo il cancro venisse diagnosticato per tempo. Una diagnosi precoce, meglio ancora se in fase preclinica, non solo salverebbe la paziente, ma ne risparmierebbe anche la mammella da interventi mutilanti. 
Aspetto quest'ultimo di grande significato considerato il ruolo che riveste il seno nella vita di una donna.